# Jean Galbert de Campistron
Jean Galbert de Campistron (Toulouse, 1656 – Toulouse, 1723. május 11.) francia költő, drámaíró.

## Életútja
Nemesi család sarja volt. 17 éves korában egy párbaj során megsebesült, majd Párizsba ment és ott mint költő Jean Racine-t követte. 1686-tól Vendôme herceg titkára volt és 1701-ben a Francia Akadémia tagja lett. Legjobb munkája Tiridate (1691), amely sokáig fennmaradt a színpadon. Andronic című darabjában (1685) antik nevek alatt azt az eszmét dolgozta fel, amelyet Friedrich Schiller a Don Carlosban. Összegyűjtött munkái: Œuvres (Párizs, 1750) és Œuvres choisies (uo. 1810).